# Arckanum
Arckanum je švédská jednočlenná kapela z města Mora, která hraje black metal. Zformovala se v roce 1992, založil ji hudebník Johan Lahger s přezdívkou Shamaatae (který až do dnešní doby nazpíval a nahrál všechny nástroje prakticky sám – pouze v roce 2003 s ním hráli Sataros a Loke Svarteld). Lahger pod přezdívkou Vexior je také autorem okultních knih o chaos-gnosticismu, anti-kosmickém satanismu a staroseverském náboženství. Jeho první kniha PanParadox: Pan Towards Chaos vyšla v roce 2009 u Ixaxaar Publishing.
Debutové studiové album s názvem Fran Marder (česky Z lesa) vyšlo v roce 1995.

## Diskografie
Dema
- Rehearsal 1993 (1993)
- Demo 1993 (1993)
- Rehearsal 1994 (1994)
- Trulen (1994)

Studiová alba
- Fran Marder (1995, Necropolis Records)
- Kostogher (1997, Necropolis Records)
- Kampen (1998, Necropolis Records)
- Antikosmos (2008, Debemur Morti Productions)
- ÞÞÞÞÞÞÞÞÞÞÞ (2009, Debemur Morti Productions)
- Sviga læ (2010, Regain Records)
- Helvítismyrkr (2011, Season of Mist)
- Fenris kindir (2013, Season of Mist)
- Den förstfödde (2017, Folter Records)

Kompilační alba
- The 11 Year Anniversary Album (2004, Carnal Records)

EP
- Boka Vm Kaos (2002, Carnal Records)
- Kaos svarta mar (2004, Blut & Eisen Productions)
- Antikosmos (2008, Debemur Morti Productions)
- Grimalkinz skaldi (2008, Carnal Records)
- Þyrmir (2009, Debemur Morti Productions)
- Första trulen (2019, Folter Records)

Split nahrávky
- Kosmos wardhin dræpas om sin / Emptiness Enthralls (2003) – společně se švédskou kapelou Contamino
- Kaos svarta mar / Skinning the Lambs (2004) – společně se švédskou kapelou Svartsyn
- Arckanum / Sataros Grief (2008) – společně s kapelou Sataros Grief